# Lega professionistica degli Emirati Arabi Uniti 2022-2023
La Lega professionistica degli Emirati Arabi Uniti 2022-2023 è la 48ª edizione della massima competizione nazionale per club degli Emirati Arabi Uniti, la quindicesima dall'introduzione del calcio professionistico negli Emirati e la seconda edizione con la nuova denominazione di UAE ADNOC Pro League, per motivazioni di sponsor. Durante la stagione è prevista una pausa dell'attività sportiva nei mesi di novembre e dicembre per lo svolgimento del campionato del mondo 2022 in Qatar.
Alla competizione prendono parte 14 squadre. L'Al-Ain è la squadra che difende il titolo vinto nella precedente edizione. Hanno ottenuto la promozione dalla Seconda Divisione: il Dibba Al-Fujairah SC, tornato nella massima competizione nazionale dopo tre stagioni di assenza, e l'Al-Bataeh Club, che per la prima volta dalla fondazione del club, nel 2012, ha ottenuto la promozione nella massima divisione nazionale..

## Squadre partecipanti
| Club              | Città             | Stadio                              |
| ----------------- | ----------------- | ----------------------------------- |
| Ajman             | Ajman             | Stadio Ajman                        |
| Shabab Al-Ahli    | Dubai             | Stadio Al-Rashid                    |
| Al-Ain            | al-'Ayn           | Stadio Hazza bin Zayed              |
| Al-Bataeh         | Al Bataeh         | Stadio Al-Bataeh                    |
| Al Dhafra         | Madinat Zayed     | Stadio Al-Dhafra                    |
| Al-Jazira         | Abu Dhabi         | Stadio Mohammed bin Zayed           |
| Khor Fakkan       | Khor Fakkan       | Stadio Saqr bin Mohammad al Qassimi |
| Al-Nasr           | Dubai             | Stadio Al-Maktum                    |
| Al-Wahda          | Abu Dhabi         | Stadio Al-Nahyan                    |
| Al-Wasl           | Dubai             | Stadio Zabeel                       |
| Baniyas           | Abu Dhabi         | Stadio Baniyas                      |
| Dibba Al-Fujairah | Dibba Al-Fujairah | Stadio Fujairah Club                |
| Ittihad Kalba     | Kalba             | Stadio Ittihad Kalba                |
| Sharjah           | Sharjah           | Stadio Sharjah                      |

## Allenatori
| Squadra           | Allenatore         |
| ----------------- | ------------------ |
| Ajman             | Goran Tufegdžić    |
| Al-Ain            | Serhij Rebrov      |
| Al-Bataeh         | Caio Zanardi       |
| Al Dhafra         | Nebojša Milošević  |
| Al-Jazira         | Marcel Keizer      |
| Al-Nasr           | Thorsten Fink      |
| Al-Wahda          | Carlos Carvalhal   |
| Al-Wasl           | Juan Antonio Pizzi |
| Baniyas           | Daniel Isăilă      |
| Dibba Al-Fujairah | Zoran Popović      |
| Ittihad Kalba     | Farhad Majidi      |
| Khor Fakkan       | Abdulaziz Al Yassi |
| Shabab Al-Ahli    | Leonardo Jardim    |
| Sharjah           | Cosmin Olăroiu     |

## Giocatori stranieri
Tutte le squadre possono registrare il numero di giocatori stranieri che desiderano, ma possono registrare solo cinque giocatori stranieri professionisti nelle loro rose.
| Squadra           | Giocatore 1           | Giocatore 2           | Giocatore 3        | Giocatore 4       | Giocatore 5       | Ex Giocatori          |
| ----------------- | --------------------- | --------------------- | ------------------ | ----------------- | ----------------- | --------------------- |
| Ajman             | Ali Madan             | Walid Azarou          | Miral Samardžič    | Mohamed Ben Larbi | Prestige Mboungou |                       |
| Al-Ain            | Matías Palacios       | Danilo Arboleda       | Soufiane Rahimi    | Kodjo Laba        | Andriy Yarmolenko |                       |
| Al-Bataeh         | Lourency              | Anatole Abang         | Artur Jorge        | João Novais       | Thibang Phete     |                       |
| Al Dhafra         | Cláudio               | Lucas Cândido         | Mohamed Rayhi      | Mitchell te Vrede | Walid Karoui      |                       |
| Al-Jazira         | Abdoulay Diaby        | Achraf Bencharki      | Florin Tănase      | Thulani Serero    | Filip Novák       | Miloš Kosanović       |
| Al-Nasr           | Tozé                  | Ryan Mendes           | Adel Taarabt       | Lucão             | Dembo Darboe      | Jája Silva            |
| Al-Wahda          | João Pedro            | Ahmed Refaat          | Adrien Silva       | Allan             | Pizzi             | Fábio Martins Maracás |
| Al-Wasl           | Gerónimo Poblete      | Gabrielzinho          | Gilberto           | Neris             | Soufiane Bouftini |                       |
| Baniyas           | Gastón Álvarez Suárez | Nicolás Giménez       | Saša Ivković       | Rafael Papagaio   | Opa Nguette       |                       |
| Dibba Al-Fujairah | Jája Silva            | Marcelo               | Aleksandar Šćekić  | Joey Sleegers     | Saliou Guindo     | Kabelo Seakanyeng     |
| Ittihad Kalba     | Igor Rossi            | Daniel Bessa          | Alexandru Cicâldău | Filip Kiss        | Peniel Mlapa      |                       |
| Khor Fakkan       | Fábio Abreu           | Panagiotis Tachtsidis | Aylton Boa Morte   | Lazar Rosić       | Ramon Lopes       | Fábio Abreu Dodô      |
| Shabab Al-Ahli    | Federico Cartabia     | Ahmad Nourollahi      | Azizjon Ganiev     | Jason Denayer     | Omar Kharbin      | Bogdan Planić         |
| Sharjah           | Caio                  | Ben Malango           | Paco Alcácer       | Miralem Pjanić    | Kōstas Manōlas    |                       |

## Classifica
|                                | Pos. | Squadra           | Pt | G  | V  | N | P  | GF | GS | DR  |
| ------------------------------ | ---- | ----------------- | -- | -- | -- | - | -- | -- | -- | --- |
| Emirati Arabi Uniti (bandiera) | 1.   | Shabab Al-Ahli    | 57 | 26 | 17 | 6 | 3  | 53 | 25 | +28 |
|                                | 2.   | Al-Ain            | 54 | 26 | 16 | 6 | 4  | 67 | 31 | +36 |
|                                | 3.   | Al-Wahda          | 52 | 26 | 15 | 7 | 4  | 48 | 26 | +22 |
|                                | 4.   | Al-Wasl           | 47 | 26 | 13 | 8 | 5  | 52 | 32 | +20 |
|                                | 5.   | Al-Jazira         | 46 | 26 | 14 | 4 | 8  | 50 | 39 | +11 |
|                                | 6.   | Ajman             | 44 | 26 | 13 | 5 | 8  | 41 | 38 | +3  |
|                                | 7.   | Sharjah           | 43 | 26 | 12 | 7 | 7  | 42 | 21 | +21 |
|                                | 8.   | Ittihad Kalba     | 33 | 26 | 9  | 6 | 11 | 32 | 41 | -9  |
|                                | 9.   | Al-Nasr           | 27 | 26 | 7  | 6 | 13 | 27 | 42 | -15 |
|                                | 10.  | Khor Fakkan       | 25 | 26 | 6  | 7 | 13 | 28 | 44 | -16 |
|                                | 11.  | Baniyas           | 24 | 26 | 6  | 6 | 14 | 34 | 46 | -12 |
|                                | 12.  | Al-Bataeh         | 21 | 26 | 5  | 6 | 15 | 30 | 57 | -27 |
|                                | 13.  | Dibba Al-Fujairah | 20 | 26 | 5  | 5 | 16 | 20 | 44 | -24 |
|                                | 14.  | Al Dhafra         | 12 | 26 | 3  | 3 | 20 | 26 | 64 | -38 |

Legenda:
      Campione degli Emirati Arabi Uniti e ammessa alla AFC Champions League 2023-2024.
      Ammesse alla AFC Champions League 2023-2024.
      Retrocesse in Prima Divisione UAE 2023-2024.
Note:
Tre punti a vittoria, uno a pareggio, zero a sconfitta.
Fonte: UPLeague

## Statistiche

### Classifica marcatori
Fonte
| Gol |  |  | Giocatore         | Squadra       |
| --- |  |  | ----------------- | ------------- |
| 28  |  |  | Kodjo Laba        | Al Ain        |
| 27  |  |  | Ali Mabkhout      | Al Jazira     |
| 19  |  |  | Fábio Lima        | Al Wasl       |
| 15  |  |  | João Pedro        | Al Wahda      |
| 13  |  |  | Lourency          | Al Bataeh     |
| 12  |  |  | Mohamed Ben Larbi | Ajman         |
| 12  |  |  | Walid Azarou      | Ajman         |
| 11  |  |  | Soufiane Rahimi   | Al Ain        |
| 11  |  |  | Federico Cartabia | Al Ahli Dubai |
| 11  |  |  | Andriy Yarmolenko | Al Ain        |

### Premi individuali della Arabian Gulf League
Di seguito i vincitori.
| Premio                           | Giocatore         | Squadra        |
| -------------------------------- | ----------------- | -------------- |
| Miglior giocatore emiratino      | Ali Mabkhout      | Al Jazira      |
| Miglior giocatore straniero      | Federico Cartabia | Shabab Al-Ahli |
| Miglior giovane straniero        | Erik              | Al Ain         |
| Miglior giovane emiratino        | Hareb Abdullah    | Shabab Al-Ahli |
| Miglior portiere                 | Adel Al Hosani    | Sharjah        |
| Miglior Allenatore               | Cosmin Olăroiu    | Sharjah        |
| Giocatore dell'anno per i tifosi | Soufiane Rahimi   | Al Ain         |
| Miglior Goal                     | Fabio Lima        | Al Wasl        |